# Averno (catch)
Pour les articles homonymes, voir Averno.
Renato Ruiz Cortes, né le 9 mai 1977, plus connu sous son nom de ring Averno (Hell), est un catcheur mexicain professionnel, actuellement sous contrat avec la Consejo Mundial de Lucha Libre.
Ancien champion du monde et trois fois champion du Monde par équipes, son nom de ring veut dire en espagnol l’Averne, le cratère volcanique du Lac Averne où Énée descendit aux Enfers dans l'Énéide de Virgile et est le plus souvent traduit par « enfer » en anglais (Hell). Le nom Averno n'est pas une question de notoriété publique, comme c'est souvent le cas avec les lutteurs masqués au Mexique, où leur vie privée est gardée secrète des fans de catch, mais lors de son match contre la mascara le 17 juin 2011, Averno perd son match et comme le veut la tradition il a décliné son identité.

## Carrière

### Consejo Mundial de Luncha Libre (1995-2014)
Il a commencé à lutter en 1995 sous le nom Rencor Latino (Latin hostilité) après avoir été formé par son père, un ancien lutteur et l'arbitre nommé Rodolfo Ruiz. Il a vite commencé à travailler comme undercarder[Quoi ?] pour la Consejo Mundial de Lucha Libre[pas clair]. 
Il a remporté son premier masque en 1998 quand il a vaincu Apolo Chino à l'Arena Coliseo suite d'une querelle midcard[pas clair]. Il a poursuivi la lutte dans le midcard jusqu'à ce qu'il soit recruté par El satanico à l'été 2001 pour faire partie de son nouveau groupe Infernales. 
Lors de Wrestle Kingdom IV In Tokyo Dome, lui et Ultimo Guerrero perdent contre Apollo 55 (Prince Devitt et Ryusuke Taguchi) et ne remportent pas les IWGP Junior Heavyweight Tag Team Championship.
Le 29 mai 2011, il aurait signé un contrat à la WWE, ou il catchera sous le nom de Rey Ortiz II.
Le 15 juillet, lui, Mephisto et Ephesto battent La Sombra, Máscara Dorada et La Máscara et remportent les CMLL World Trios Championship.
Lors de CMLL's 80th Anniversary Show, il bat Blue Panther par soumission dans un Lucha de Apuestas et remporte les cheveux de ce dernier,. Le 1er décembre, il perd le Mexican National Welterweight Championship contre Titán. Le 28 avril 2014, la CMLL a annoncé que Averno avait quitté la fédération.

### Asistencia Asesoría y Administración (2014–2021)
Le 17 mai 2014, il fait ses débuts à la Asistencia Asesoría y Administración et rejoint "La Sociedad".Dans le Main Event de la soirée, lui, Chessman et Pentagón Jr. battent Cibernético, Fénix et Psycho Clown. Après le match, Averno a été attaqué par un "lutteur mystérieux" sans nom, interprété par son vieux rival Místico,. Le 26 septembre, ils forment avec Cibernético et Chessman le groupe "Los Hell Brothers". En Février 2015, ils rejoignent "La Sociedad". Lors de Verano de Escándalo, ils battent Los Psycho Circus (Monster Clown, Murder Clown et Psycho Clown) et Holocausto (Electroshock, Hijo de Pirata Morgan et La Parka Negra) et remportent les AAA World Trios Championship. Le 6 janvier 2016, ils se font retirer les titres à la suite du départ de Cibernético de la AAA. Lors de Guerra de Titanes 2016, lui et Chessman battent Aero Star et Fénix et Máscara Año 2000 Jr. et Villano IV dans un Three-way elimination match et remportent les vacants AAA World Tag Team Championship. Après le match, ils sont trahis par La Sociedad. Le 17 juillet, ils perdent les titres contre Los Güeros del Cielo (Angélico et Jack Evans) dans un Three-Way Tag Team Match qui comprenaient également Monster Clown et Murder Clown. Ils forment ensuite un nouveau trio nommé OGT avec Ricky Marvin. Le 4 novembre, ils battent Los Xinetez (Dark Cuervo, Dark Scoria et El Zorro) et remportent les AAA World Trios Championship.

## Vie privée
Averno est le fils de l'arbitre de EMLL Rodolfo Ruiz.

## Palmarès
- Asistencia Asesoría y Administración
  - 1 fois AAA World Tag Team Championship Avec Chessman
  - 3 fois AAA World Trios Championship avec Cibernético et Chessman (1), Ricky Marvin et Chessman (1) et Super Fly et Chessman (1)

- Consejo Mundial de Lucha Libre
  - 1 fois CMLL World Middleweight Championship
  - 3 fois CMLL World Tag Team Championship (avec Mephisto)
  - 1 fois CMLL World Trios Championship (avec Ephesto et Mephisto)
  - 1 fois Mexican National Trios Championship (avec Satánico et Mephisto)
  - 2 fois NWA World Middleweight Championship/NWA World Historic Middleweight Championship

- Pro Wrestling Illustrated
  - Classé 48e sur 500 dans le classement en 2006

- Total Nonstop Action Wrestling
  - TNA World X Cup (2008) avec Rey Bucanero, Ultimo Guerrero et Volador Jr.